# آنا مارتينز
آنا مارتينز (بالبرتغالية: Ana Martins‏) هي منشدة برازيلية، ولدت في 17 يونيو 1972 في ريو دي جانيرو في البرازيل.

## وصلات خارجية
- آنا مارتينز على موقع اللجنة الأولمبية الدولية (الإنجليزية)
- آنا مارتينز على موقع أوليمبيديا (الإنجليزية)